# Гуматская ГЭС-2
Гуматская ГЭС-2 (ГЭС Гумати-I) — гидроэлектростанция на реке Риони в Грузии вблизи города Кутаиси. Входит в состав Рионского каскада ГЭС, являясь его третьей ступенью. Первый агрегат ГЭС пущен в 1956 году.
Конструктивно представляет собой деривационную ГЭС с безнапорной деривацией, реализованной в виде каналов. Отбор воды осуществляется непосредственно за зданием Гуматской ГЭС-1, с которой она образует единый комплекс. Водохранилищ и бассейнов суточного регулирования не имеет, режим работы определяется Гуматской ГЭС-1. Состав сооружений ГЭС:,
- Деривационный канал длиной 1830 м, рассчитанный на пропуск 214 м³/сек воды. Канал проложен вдоль левого берега Риони, имеет два водослива без затворов длиной 150 и 140 м и семь сбросных отверстий шириной по 5 м.
- Напорный бассейн.
- Здание ГЭС.
- Отводящий канал длиной 900 м.
- ОРУ 110 кВ.

Мощность ГЭС — 22,8 МВт, среднегодовая выработка — 138 млн.кВт·ч. В здании ГЭС установлено 3 гидроагрегата с вертикальными поворотно-лопастными турбинами ПЛ-ВБ-345 (диаметр рабочего колеса — 3,45 м) фирмы Voith, работающих при расчётном напоре 12,5 м (максимальный напор — 12,9 м), максимальный расход через каждую турбину — 71,3 м³/сек. Турбины приводят в действие гидрогенераторы SPEL576/37-40 мощностью по 7,6 МВт производства фирмы «Сименс-Шукерт».
С 2007 года, Гуматская ГЭС-2 принадлежит чешской компании Energo-Pro. Оборудование ГЭС устарело, нуждается в замене и реконструкции.